# Gustavsvärn
Gustavsvärn (-vä:'rn) är ett skär med radiofyr ca 3 km sydväst om Hangö. Ön har lämningar av fästningsverk från svenska tiden. Bygget av fästningen framskred långsamt och enbart den yttre muren byggdes färdigt. Ryssarna sprängde fästningen under Krimkriget för att engelsmän och fransmän inte skulle kunna besätta den. 
Fyrplatsen etablerades 1865 med bostäder för fyrvaktare med familjer på ön. Som mest bodde här ett tjugotal människor, varav 15 barn. Kvar finns ännu mistsirenskötarens stuga, alla andra byggnader har förfallit eller rivits.
Finlands fyrsällskap hyr sedan 2005 stugan samt delar av ön. Renoveringsarbetet riktar sig främst till att renovera och bevara mistsirenskötarens stuga. Ön är öppen för allmänheten och Finlands fyrsällskapet guidar besökare på ön. Ön nås bäst med vattenbuss, resetid ca 10 min från Hangö. Vid lugnt väder är det även möjligt att ta i land med egen båt.
Planeringen av befästningen anförtroddes major von Kierting. Kapten Carl Nycander fungerade som hans assistent. Befästningsarbetet inleddes våren 1793. Det primära syftet med befästningen var att bevaka infartslederna till Hangö hamn. 

### Webbsidor
- Gustavsvärn i Uppslagsverket Finland (webbupplaga, 2012). CC-BY-SA 4.0
- Finlands fyrsällskap. ”Gustavsvärn”. Finlands fyrsällskap rf. https://www.majakkaseura.fi/gustavsvarn/?lang=sv. Läst 19 september 2019.
- Sjöfartsverket (i Finland). ”Gustavsvärn (basuppgifter om fyren på finska)”. Arkiverad från originalet den 26 juni 2007. https://web.archive.org/web/20070626080702/http://www.fma.fi/vapaa_aikaan/majakat/gustavsvarn.php. Läst 21 augusti 2007.